# Xã Medina, Quận Peoria, Illinois
Xã Medina (tiếng Anh: Medina Township) là một xã thuộc quận Peoria, tiểu bang Illinois, Hoa Kỳ. Năm 2010, dân số của xã này là 12.564 người.